# 門屋養安
門屋 養安（かどや ようあん、寛政4年（1792年） - 明治6年（1873年））は、日本の医師。
寛政4年（1792年）、新庄藩（現在の山形県新庄市）に生まれる。院内銀山のお抱え医者であり、銀山の経営そのものにも参画し、並行して宿屋も経営するなど生涯の大部分を院内銀山で過ごし、明治6年（1873年）、院内銀山で82歳で没した。天保6年（1835年）から明治2（1869年）までの35年間書きつづった『門屋養安日記』が残っている。